# ريد بينيت
ريد بينيت (بالإنجليزية: Reid Bennett)‏ هو سياسي أمريكي، ولد في 7 فبراير 1929 في الولايات المتحدة، وتوفي في 26 يناير 2000 في الولايات المتحدة. حزبياً، نشط في الحزب الديمقراطي. وقد انتخب عضو مجلس نواب بنسيلفانيا.